# Bourbon Offshore Norway
Bourbon Offshore Norway AS ist eine Reederei mit Sitz in der westnorwegischen Gemeinde Herøy im Fylke Møre og Romsdal.
Die Reederei gehört zur französischen Bourbon-Gruppe. Bourbon Offshore Norway besitzt 19 Spezialschiffe, darunter Forschungs- und Versorgungsschiffe für  Ölbohrplattformen sowie Arbeitsschiffe für die Ölindustrie. Von den rund 500 Mitarbeitern, die bei dem Unternehmen beschäftigt sind, arbeiten die meisten auf den in der Nordsee und in Übersee operierenden Schiffen.
Die Reederei war Eigner der MS Bourbon Dolphin, die 2007 bei einem Arbeitseinsatz vor den Shetlandinseln gekentert und gesunken ist.